# Mycosphaerangium
Mycosphaerangium is een geslacht van schimmels uit de orde Helotiales. De familie is nog niet eenduidig bepaald (Incertae sedis). De typesoort is Mycosphaerangium tetrasporum.

## Soorten
Volgens Index Fungorum telt het geslacht vier soorten (peildatum februari 2022):
| Soortnaam                    | Auteur(s)                   | Publicatiejaar |
| ---------------------------- | --------------------------- | -------------- |
| Mycosphaerangium magnisporum | (E.K. Cash) Verkley         | 1999           |
| Mycosphaerangium quercinum   | Voglmayr, Jaklitsch & Tello | 2020           |
| Mycosphaerangium tetrasporum | (Ellis) Verkley             | 1999           |
| Mycosphaerangium tiliae      | (Seaver) Verkley            | 1999           |